# Finca de Vista Alegre
La Finca de Vista Alegre o Quinta de Vista Alegre es un entorno histórico, integrado de zonas verdes y de importante valor artístico situado en el barrio de Puerta Bonita perteneciente al distrito madrileño de Carabanchel, España.

## Relevancia
Fue catalogada como Jardín Histórico en el Plan General de Ordenación Urbana de Madrid de 1997. Tiene una superficie de 450 000 m², algo menos que la mitad del Retiro,  siendo en su mayor parte propiedad de la Comunidad de Madrid, aunque también de otros organismos públicos.  Es el cuarto en tamaño de los Jardines Históricos, por detrás de la Casa de Campo, el Parque del Retiro y el Parque del Oeste.
El edificio más relevante alojado en su interior es el Palacio de Vista Alegre, cuyo origen se remonta al conocido como Palacio Viejo de la Reina María Cristina de Borbón, sede actual del Centro Regional de Innovación y Formación CRIF Las Acacias.
Contiene 47 edificios de titularidad pública, entre ellos una residencia de mayores, una residencia para discapacitados, un instituto de educación secundaria y unas dependencias policiales.
La finca está amurallada y divida en varias parcelas de acceso no libre entre ellas. Movimientos vecinales solicitan su acceso libre de manera similar al Parque del Retiro.

## Historia
Se empezó a construir en 1802, pero vivió sus momentos de mayor apogeo en los años centrales del siglo XIX, cuando fue Real Sitio, como residencia de verano de María Cristina de Borbón (cuarta esposa de Fernando VII) y después de sus hijas Isabel II y la infanta Luisa Fernanda. Más tarde perteneció al marqués de Salamanca, que compró en 1859 la finca a la familia real por 2,5 millones de reales. Durante los 51 años que van desde 1832 a 1883, la finca estuvo "unida, cuidada y albergó grandes obras de arte", según explica el historiador, José María Sánchez Molledo.
En 2017 la presidenta Cristina Cifuentes, afirmó que la Comunidad de Madrid estaba estudiando la posibilidad de rehabilitar y abrir al público la Finca de Vista Alegre, en el distrito de Carabanchel, y recuperar el palacio del Marqués de Salamanca, que está en su interior y en aquel momento en desuso, para crear en él un espacio cultural.

En mayo de 2021 abrió la finca al público, con horario limitado y previa reserva.